# Slaterocoris ovatus
Slaterocoris ovatus är en insektsart som beskrevs av Knight 1970. Slaterocoris ovatus ingår i släktet Slaterocoris och familjen ängsskinnbaggar. Inga underarter finns listade i Catalogue of Life.